# Propulsor iónico

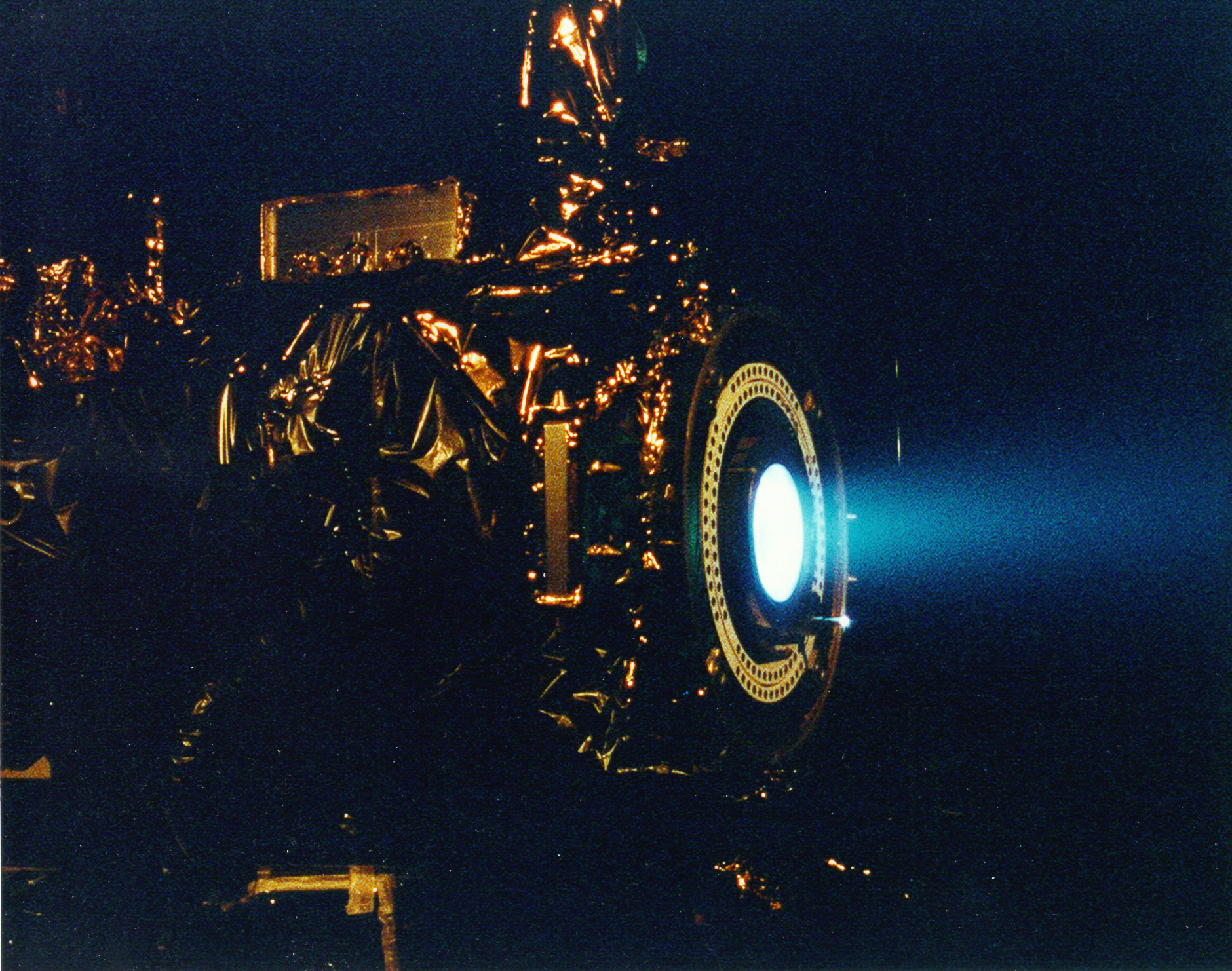
Prueba de un propulsor iónico

Un propulsor iónico o motor iónico es un tipo de propulsión espacial que utiliza un haz de iones (moléculas o átomos con carga eléctrica) para la propulsión. El método preciso para acelerar los iones puede variar, pero todos los diseños usan la ventaja de la relación carga-masa de los iones para acelerarlos a velocidades muy altas utilizando un campo eléctrico. Gracias a esto, los propulsores iónicos pueden alcanzar un impulso específico alto, reduciendo la cantidad de masa necesaria, pero incrementando la cantidad de potencia necesaria comparada con los cohetes convencionales. Los motores iónicos pueden alcanzar una eficacia de combustible un orden de magnitud mayor que los motores de cohete de combustible líquido, pero restringidos a aceleraciones muy bajas por la relación potencia-masa de los sistemas disponibles.
El principio del propulsor iónico data de los conceptos desarrollados por el físico Hermann Oberth y su obra publicada en 1929, Die Rakete zu den Planetenräumen. El primer tipo de motor iónico, conocido como propulsor iónico de tipo Kaufman, se desarrolló en los años 1960 por Harold R. Kaufman, trabajando para la NASA y basados en el Duoplasmatrón.

## Tipos
Existe varios tipos de motores iónicos en desarrollo: algunos son utilizados, mientras que otros aún no han sido probados en naves espaciales. Algunos de los tipos son:
- Propulsor coloidal
- Propulsor iónico electrostático
- FEEP
- Propulsor a efecto Hall (HET).
- Propulsor helicoidal de doble capa (HDLT).
- Propulsor inductivo pulsante (PIT).
- Propulsor magnetoplasmadinámico (MPD).
- Motor de magnetoplasma de impulso específico variable (VASIMR).

## Diseño general
En su diseño más sencillo, un propulsor iónico electrostático, los átomos de argón, mercurio o xenón son ionizados mediante la exposición de electrones provenientes de un cátodo. Los iones son acelerados al pasarlos a través de rejillas cargadas.
También se disparan electrones al haz de iones que sale de las rejillas como iones cargados positivamente que dejan el propulsor. Esto mantiene a la nave espacial y el haz del propulsor eléctricamente neutrales. La aceleración utiliza una masa muy pequeña, con un impulso específico (Isp) muy alto. En los años setenta y ochenta, la investigación de la propulsión iónica empezó utilizando cesio pero se vio que producía erosión en las rejillas, por lo que se comenzó a utilizar principalmente gases nobles.

## Energía utilizada

Esquema de un motor iónico

Un factor importante es la cantidad de energía o potencia necesaria para hacer funcionar el propulsor, en parte por la ionización de los materiales, pero principalmente para acelerar los iones a velocidades muy altas para que tenga un efecto útil. Las velocidades de salida habituales suelen ser de 30 000 m/s, que es mucho mayor que los 3000 a 4500 m/s que obtiene un cohete convencional. Esto también sirve para reducir la cantidad de propelente necesario.
En los motores iónicos, la mayor parte de la energía se pierde en la salida a velocidades altas y afecta a los niveles de empuje. Como resultado, el empuje total obtenido a partir de cierta cantidad de energía es inversamente proporcional a la velocidad de salida (ya que el consumo de energía por kilogramo de propelente es proporcional a la velocidad de salida al cuadrado, pero el empuje por kilogramo de propelente solo es proporcional a la velocidad de salida, según la ecuación del cohete de Tsiolskovski). Por tanto, aumentar la cantidad de movimiento de la salida de iones diez veces necesitaría gastar cien veces más en energía. En consecuencia, se sacrifica entre el impulso específico y el empuje, siendo ambos inversamente proporcionales a una cierta cantidad de energía.
Un propulsor iónico utilizando un acelerador de partículas puede ser diseñado para alcanzar una velocidad de salida cercana a la velocidad de la luz. Esto le proporcionaría un impulso específico al motor de unos 30 millones de segundos (casi un año), pero daría inevitablemente un empuje insignificante debido al poco flujo de propelente.
La velocidad de salida de los iones cuando son acelerados dentro del campo eléctrico puede ser calculado con la fórmula:
{\displaystyle v_{i}={\sqrt {2VQ \over m_{i}}}}
Donde {\displaystyle v_{i}} es la velocidad del ion acelerado,

{\displaystyle Q} es la carga del ion,

{\displaystyle m_{i}} es la masa del ion y

{\displaystyle V} es la diferencia de potencial del campo eléctrico.

## Empuje
En la práctica, las fuentes de energía pueden proporcionar algunas decenas de kilovatios, dando un impulso específico de 3000 segundos (30 kN•s/kg), consiguiendo una fuerza muy modesta, del orden de décimas o centésimas de un newton. Los motores de mayores dimensiones necesitan fuentes de energía más grandes. Un propulsor iónico suele acelerar una nave espacial entre 0,000098 m/s² y 0,0098 m/s² (entre un milésima y una cienmilésima parte de la aceleración de la gravedad). La fuerza que ejerce este motor es equivalente a la fuerza que ejerce una hoja de papel sobre la palma de una mano. Esto quiere decir que su velocidad inicial es diminuta pero gracias a que en el espacio no hay fricción, puede llegar a alcanzar grandes velocidades durante un periodo indeterminado de tiempo. Actualmente estos motores se usan en satélites para mantener su órbita.

## Vida útil
Debido al empuje bajo, la vida útil del propulsor iónico se convierte en una característica importante. Los propulsores iónicos pueden funcionar durante un período largo para permitir que la pequeña aceleración obtenga una velocidad útil.
En el diseño más sencillo, un propulsor iónico electrostático, los iones a menudo golpean la rejilla, erosionándola y finalmente provocando una avería. Las rejillas de dimensiones reducidas disminuye la posibilidad de estas colisiones accidentales, pero también reduce la cantidad de carga que pueden manejar, reduciendo el empuje.

## Misiones
De todos los propulsores eléctricos, los motores iónicos han sido considerados, de forma comercial y académica, los más apropiados para misiones interplanetarias y maniobras en órbita. Se ha visto a los propulsores iónicos como la mejor solución en misiones que necesiten una diferencia de velocidad muy alta y se disponga de un período largo para conseguirlo.

### SERT
La primera nave espacial que utilizó esta tecnología fue la SERT I, fabricada en el Space Electric Rocket Test, y lanzada el 20 de julio de 1964, seguida de la SERT II, lanzada el 3 de febrero de 1970.

### Deep Space 1
La NASA desarrolló un propulsor iónico denominado NSTAR para utilizarlo en misiones interplanetarias. El propulsor se probó con la sonda espacial Deep Space 1, lanzada en 1998. Hughes había desarrollado el Sistema de Propulsión Iónica de Xenón o XIPS para mantener en órbita a los satélites geoestacionarios.

### SMART 1
Durante décadas, la Unión Soviética utilizó un propulsor de efecto Hall para mantener la órbita en su estación espacial MIR.
La Agencia Espacial Europea utilizó el mismo tipo en su sonda SMART-1, lanzada en 2003. La sonda completó su misión el 3 de septiembre de 2006 en una colisión controlada con la superficie de la Luna.

### Artemis
El 12 de julio de 2001, la Agencia Espacial Europea fracasó en el lanzamiento del satélite de comunicaciones Artemis, no alcanzando la órbita requerida. El suministro de propelente del satélite era suficiente para transferirlo a una órbita semiestable y durante los siguientes 18 meses se utilizó el sistema de propulsión iónica para su transferencia a una órbita geostacionaria.

### Hayabusa
La sonda Hayabusa de la Agencia Japonesa de Exploración Aeroespacial, que se lanzó en 2003 y se acercó con éxito al asteroide (25143) Itokawa, permaneció en sus inmediaciones durante algunos meses para la recogida de muestras e información, estando propulsada por cuatro motores iónicos de xenón. La sonda dispone de una rejilla de material compuesto que es resistente a la erosión.

### Dawn
La sonda Dawn fue lanzada el 27 de septiembre de 2007 para explorar el asteroide Vesta (al que llegó el viernes 15 de julio de 2011) y el planeta enano Ceres (al que llegó en abril del 2015, tras partir de Vesta en el 2012). Para alcanzar sus objetivos utilizó tres motores iónicos herederos del motor de la Deep Space 1, realizando un recorrido en forma de espiral. La sonda terminó su misión el 1 de noviembre de 2018, según comunicado del JPL.

### GOCE
El 17 de marzo de 2009 la Agencia Espacial Europea lanzó su satélite Explorador de la Circulación Oceánica y del campo Gravitatoro o GOCE (de sus siglas en inglés Gravity field and steady-state Ocean Circulation Explorer) que utiliza un propulsor de iones para contrarrestar los efectos del rozamiento con la atmósfera causados por la baja altura de su órbita.

### AEHF-1
El satélite militar estadounidense AEHF-1, lanzado en 2010, emplea ―al igual que el satélite europeo Artemis― propulsión iónica para mantenerse en órbita terrestre, a través de un propulsor de efecto Hall.

### DART
El 24 de noviembre de 2021 fue lanzada la sonda DART como una misión espacial de la NASA destinada a probar un método de defensa planetaria contra objetos próximos a la Tierra (NEO). De manera deliberada, estrellará una sonda espacial contra el asteroide binario 65803 Didymos para probar si la energía cinética del impacto de una nave espacial podría desviar con éxito un asteroide en curso de colisión con la Tierra. La sonda también incorpora un motor iónico NEXT-C (NASA Evolutionary Xenon Thruster–Commercial), desarrollado por el centro Glenn de la NASA, para reducir el tiempo de vuelo. Es la primera vez que se usa este motor avanzado, con un empuje variable de entre 25 y 235 milinewton.

## Desarrollo
En 2003, la NASA probó en tierra una nueva versión de su propulsor iónico denominada High Power Electric Propulsion o HiPEP. El propulsor HiPEP difiere de los modelos anteriores en que los iones de xenón son creados utilizando una combinación de energía de microondas y campos magnéticos. La ionización se consigue mediante un proceso llamado resonancia electrón ciclotrón o ECR. En el ECR, se aplica un campo magnético uniforme en la cámara que contiene el gas xenón. Hay presentes una pequeña cantidad de electrones libres en la órbita del gas alrededor de las líneas del campo magnético en una frecuencia fijada, denominada frecuencia de ciclotrón. La radiación de microondas se realiza con la misma frecuencia, suministrando energía a los electrones, que luego ionizan más átomos de xenón mediante colisiones. Este proceso crea de forma muy eficiente un plasma en gases de densidad baja. Se planeó usar el HiPEP en la misión Jupiter Icy Moons Orbiter, pero fue cancelada en 2005.
Se han considerado otros propelente para los motores iónicos. Se ha investigado el uso de fulerenos para este propósito, específicamente el C60 o buckminster-fulereno, debido en parte a su sección transversal de mayor tamaño para el impacto de electrones. Esta propiedad le da mayor eficacia que los diseños basados en xenón de impulso específico menor a 3000 segundos (29 kN•s/kg).

## Comparación del impulso específico de distintas tecnologías
| Motor                                            | Velocidad de escape efectiva (m/s) | Impulso específico (s) | Escape de la energía específica (MJ/kg) |
| ------------------------------------------------ | ---------------------------------- | ---------------------- | --------------------------------------- |
| Turbofan motor a reacción (actual V es ~300 m/s) | 29 000                             | 3000                   | ~0.05                                   |
| Transbordador Espacial Cohete Acelerador Sólido  | 2500                               | 250                    | 3                                       |
| Oxígeno líquido-hidrógeno líquido                | 4400                               | 450                    | 9.7                                     |
| Propulsor iónico                                 | 29 000                             | 3000                   | 430                                     |
| VASIMR                                           | 30 000-120 000                     | 3000-12.000            | 1400                                    |
| Propulsor de iones de cuadrícula de doble etapa  | 210 000                            | 21 400                 | 22 500                                  |